# Мураками, Харуки
Хару́ки Мурака́ми (яп. 村上 春樹 Мураками Харуки, род. 12 января 1949 года, Киото) — японский писатель, лауреат ряда национальных и международных литературных наград. Его работы переведены более чем на 50 языков и стали бестселлерами как в Японии, так и за её пределами.
Наиболее известными работами Мураками являются «Охота на овец» (1982), «Норвежский лес» (1987), «Хроники заводной птицы» (1994—1995), «Кафка на пляже» (2002) и «1Q84» (2009—2010). Он также перевёл на японский язык произведения таких писателей, как Раймонд Карвер и Джером Сэлинджер. В книгах Мураками наблюдается влияние западных писателей, таких как Ричард Бротиган, Рэймонд Чандлер и Курт Воннегут. По этой причине литературная общественность Японии до сих пор считает его книги «не японскими».
Работы Мураками в большинстве своём сюрреалистичны и меланхоличны, в их сюжет вплетены темы одиночества и отчуждённости, присущие Францу Кафке. По сообщениям СМИ, неоднократно номинировался на Нобелевскую премию по литературе.

## Биография
Харуки Мураками родился в 1949 году в Киото в семье преподавателя классической филологии. Дед Харуки Мураками, буддийский священник, содержал небольшой храм. Отец преподавал в школе японский язык и литературу, а в свободное время также занимался буддийским просветительством. Учился по специальности «классическая драма» на отделении театральных искусств университета Васэда. В 1950 году семья писателя переехала в город Асия — пригород порта Кобе (префектура Хёго).
В 1971 году женился на однокласснице Ёко, с которой живёт до сих пор, детей нет. В 1974 году открыл свой джаз-бар Peter Cat в районе Кокубундзи (Токио). В 1977 году переехал со своим баром в более спокойный район города, Сэндагая. В апреле 1978 года во время бейсбольного матча понял, что мог бы написать книгу. До сих пор не знает, почему именно; по словам самого Мураками: «Я просто понял это — и всё». Мураками всё чаще оставался после закрытия бара на ночь и писал тексты — чернильной ручкой на простых листах бумаги.
В 1979 году опубликовал повесть «Слушай песню ветра» — первую часть т. н. «Трилогии Крысы». Получил за неё награду, ежегодно присуждаемую журналом «Гундзо» начинающим японским писателям; также был номинирован за эту работу на премию Номы для начинающих писателей от литературного журнала «Бунгэй» и премию Акутагавы. Уже к концу года роман-призёр был распродан в количестве свыше 150 тысяч экземпляров в твёрдой обложке. В 1980 году опубликована повесть «Пинбол 1973» — вторая часть «Трилогии Крысы». На следующий год Мураками продал лицензию на управление баром и стал профессиональным писателем. В 1982 году он закончил свой первый роман «Охота на овец» — третью часть «Трилогии Крысы»; в том же году получил за него премию имени Номы для начинающих писателей.
В 1983 году опубликовал два сборника рассказов — «Медленной шлюпкой в Китай» и «Хороший день для кенгуру», на следующий год — сборник рассказов «Светлячок, сжечь сарай и другие истории». В 1985 году опубликован роман «Страна Чудес без тормозов и Конец Света», за который в том же году получил премию Танидзаки. В том же году вышла книга детских сказок «Рождество Овцы» с иллюстрациями Маки Сасаки и сборник рассказов «Ничья на карусели».
В 1986 году Мураками уехал с женой в Италию, а позже в Грецию. Пропутешествовал по нескольким островам Эгейского моря. В Японии вышел сборник рассказов «Повторный налёт на булочную». В 1987 году опубликован роман «Норвежский лес», переехал в Лондон. Там же на следующий год закончил работу над романом «Дэнс, дэнс, дэнс» — продолжение «Трилогии Крысы».
В 1990 году в Японии вышел сборник рассказов «Ответный удар телепузиков». На следующий год писатель переехал в США и занял должность стажёра-исследователя в Принстонском университете. В Японии вышло 8-томное собрание сочинений, в которое вошло всё, что было написано в период с 1979 по 1989 год. В 1992 году получил степень адъюнкт-профессора того же университета. Закончил и опубликовал в Японии роман «К югу от границы, на запад от солнца». Уехав из Японии на Запад, он, хорошо владевший английским языком, рассматривал свою родину глазами европейца. В одном из своих интервью, которые не очень любит давать, он вспоминал:

…Я уехал в Штаты почти на пять лет, и вдруг, живя там, совершенно неожиданно захотел писать о Японии и о японцах. Иногда о прошлом, иногда о том, как там всё сейчас. Легче писать о своей стране, когда ты далеко. На расстоянии можно увидеть свою страну такой, какая она есть. До того я как-то не очень хотел писать о Японии. Я просто хотел писать о себе и своём мире.

В июле 1993 года переехал в город Санта-Ана в штате Калифорния, читал лекции по современной (послевоенной) мировой литературе в университете имени Уильяма Говарда Тафта. Посетил Китай и Монголию. В 1994 году в Токио вышли первые два тома романа «Хроники заводной птицы», на следующий год — третий. В 1996 году выпустил сборник рассказов «Призраки Лексингтона», вернулся в Японию и поселился в Токио. Провёл ряд встреч и интервью с жертвами зариновой атаки в токийском метро 1995 года и рядовыми членами секты «Аум синрикё», что вылилось в документальный двухтомник «Подземка» и «Край обетованный».
В 1999 году опубликовал роман «Мой любимый Sputnik», на следующий год — сборник рассказов «Все божьи дети могут танцевать». В январе 2001 года переехал в дом на берегу моря в городе Оисо, где и живёт до сих пор. В сентябре 2002 года опубликовал свой десятый художественный роман — «Кафка на пляже». В феврале 2003 выпустил новый перевод романа Сэлинджера «Над пропастью во ржи», который побил все рекорды продаж переводной литературы в Японии начала века. В июне-июле 2003 года вместе с коллегами из клуба путешественников «Токийская сушёная каракатица» впервые побывал в России — на острове Сахалин. В сентябре уехал в Исландию. В это же время приступил к работе над очередным романом, который был опубликован в 2004 году под названием «Послемрак».
В 2006 году писатель получил литературную премию имени Франца Кафки. Церемония награждения прошла в Городском зале собраний в Праге, где номинанту была вручена статуэтка Кафки и чек на 10 тысяч долларов.
В 2008 году в интервью информационному агентству «Киодо» Мураками сообщил, что работает над новым очень крупным романом. «Каждый день сейчас я сижу за столом по пять-шесть часов, — сказал Мураками. — Я работаю над новым романом уже год и два месяца». Писатель уверял, что его вдохновляет Фёдор Достоевский. «Он стал продуктивнее с годами и написал „Братьев Карамазовых“, когда уже постарел. Мне бы хотелось сделать то же самое». По словам Мураками, он намеревался создать «гигантский роман, который бы поглотил хаос всего мира и ясно показал направление его развития». Именно поэтому писатель отказался от интимной манеры своих ранних произведений, которые обычно писались от первого лица. «Роман, который я держу в своей голове, сочетает взгляды разных людей, разные истории, что создаёт общую единую историю, — пояснял автор. — Поэтому я должен писать сейчас от третьего лица». Роман, о котором писатель говорил в интервью, «1Q84», поступил в продажу 28 мая 2009 года; весь стартовый тираж книги был раскуплен ещё до конца дня.
В сентябре 2010 года в свет вышел русский перевод книги «О чём я говорю, когда говорю о беге». По словам автора, это собрание «зарисовок о беге, но никак не секретов здорового образа жизни». «Искренне писать о беге, — говорил Мураками, — означает искренне писать о самом себе».
В январе 2017 года издательство «Синтёся» сообщило, что новый роман Мураками будет называться «Кисидантё гороси», в английской версии — «Killing commendatore», русское название — «Убийство командора». Спустя шесть лет вышел очередной роман — «Город и его ненадёжные стены», основанный на одноимённом рассказе, опубликованном Мураками в журнале «Бунгакукай» в 1980 году.
В 2023 году Харуки Мураками выступил в качестве почётного приглашённого профессора в Колледже Уэллсли (Массачусетс, США). На вопрос о том, почему он принял приглашение, писатель отвечал: «Я шесть раз участвовал в Бостонском марафоне и меня очень воодушевляли студенты Уэллсли, которые подбадривали нас, когда мы пробегали через Кричащий туннель. Но у меня никогда не было возможности провести время в вашем прекрасном кампусе, поэтому я подумал, что это может быть хорошей возможность узнать его поближе». В колледже Мураками провёл преподавательский семинар, где читались отрывки его произведений, прочёл лекцию с последующей сессией вопросов-ответов, в сотрудничестве с японским клубом учебного заведения вместе со своей супругой Ёко провёл совместное чаепитие с группой студентов.
В мае 2023 года был удостоен Премии принцессы Астурийской в области литературы. Жюри под председательством Сантьяго Мачадо выбрало Мураками из числа 37 номинантов; его кандидатура была выдвинута Марией Кремаски, сотрудницей Фестиваля литературы и искусства в Хей-он-Уай (Hay Festival of Literature & Arts), удостоенного Премии принцессы Астурийской в области коммуникации и гуманитарных наук в 2020 году. Жюри отметило сочетание в произведениях Мураками японских традиций и западной культуры, а также поднятие писателем тем одиночества, экзистенциальной неопределённости, терроризма и дегуманизации в крупных городах. Денежная часть премии составила 50 000 евро.

## Переводческая деятельность
Мураками перевёл на японский язык десятки произведений англоязычных авторов, среди них — Фрэнсис Фицджеральд, Трумен Капоте, Раймонд Карвер, Джон Ирвинг, Джером Сэлинджер, Рэймонд Чандлер, Крис Ван Оллсбург и Урсула ле Гуин.

## Помимо литературы

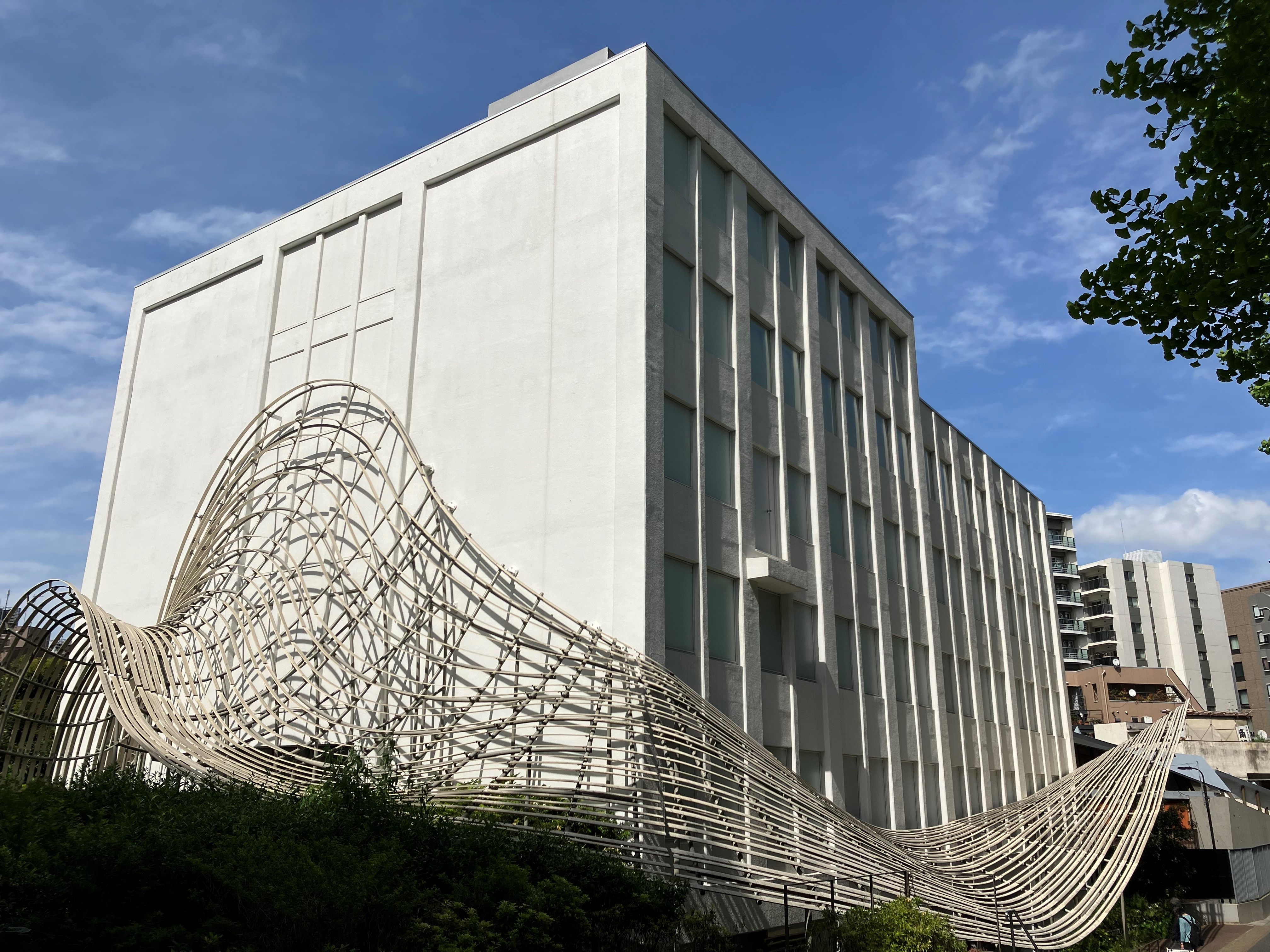
Здание Международного дома литературы при Университете Васэда («Библиотека Харуки Мураками»), в котором хранится архив писателя

Женат, детей нет. Увлекается марафонским бегом и триатлоном, участвовал в забегах на сверхмарафонские дистанции. В начале 1990-х годов вёл ток-шоу для полуночников на одном из коммерческих каналов в Токио о западной музыке и субкультуре.
С 2018 года ведёт заранее записываемое часовое шоу на радио Tokyo FM, где транслируются специально подобранные им музыкальные композиции. Помимо этого ведёт колонку рекомендаций на собственном сайте. Ответы писателя на присланные по электронной почте вопросы поклонников по любой тематике издавались в Японии в виде книг. 22 мая 2020 года прошло специальное двухчасовое радиошоу «Stay Home Special» с участием писателя с целью поднять настроение жителей Японии на фоне эпидемии коронавируса.
Выпустил несколько фотоальбомов и путеводителей по западной музыке, коктейлям и кулинарии. Владеет коллекцией из 40 тысяч джазовых пластинок. В одном из эссе Мураками писал:

Это может показаться парадоксальным, но если бы я не был настолько поглощён музыкой, я бы не стал писателем. Даже сейчас, почти 30 лет спустя, я по-прежнему черпаю многое из музыки. Мой стиль глубоко пронизан рифмами Чарли Паркера и ритмом прозы Ф. Скотта Фицджеральда. И я по-прежнему черпаю новое в своей литературе в музыке Майлза Дэвиса.

Часть своего архива — виниловые пластинки, фотографии и прочее — писатель передал в дар Университету Васэда. Коллекция хранится в открытом в 2021 году Международном доме литературы при университете, также именуемом «Библиотекой Харуки Мураками» (яп. 村上春樹ライブラリー). Под руководством архитектора Кэнго Кумы в Международный дом литературы было переделано одно из зданий университета. Архитектора выбрал лично Мураками.

## Политические взгляды
Мураками утверждает, что для Китая и двух Корей естественно проявлять недовольство в отношении Японии за её военную агрессию в период Второй мировой войны. «По сути, японцы, как правило, не имеют представления о том, что они также были в числе агрессоров, и эта тенденция становится всё более явной», — говорит он. В интервью писатель заявил: «Вопрос об историческом понимании имеет большое значение, и я считаю важным, чтобы Япония принесла официальные извинения. Я думаю, что всё, что может сделать Япония — извиняться до тех пор, пока страны не скажут: „Мы не полностью принимаем это, но вы уже достаточно извинились. Хорошо, давайте сейчас оставим это“».
В 2009 году Харуки Мураками осудил Израиль за операцию в секторе Газа. Об этом литератор сказал в Иерусалиме, воспользовавшись трибуной, предоставленной ему в связи с присуждением литературной Иерусалимской премии за 2009 год:

В результате атаки на сектор Газа погибли более тысячи человек, включая многих невооружённых граждан. Приезжать сюда на получение премии значило бы создавать впечатление, что я поддерживаю политику подавляющего использования военной силы. Однако вместо того, чтобы не присутствовать и промолчать, я выбрал возможность говорить.
Когда я пишу роман, у меня всегда в душе живёт образ яйца, которое разбивается о высокую прочную стену. «Стеной» могут быть танки, ракеты, фосфорные бомбы. А «яйцо» — это всегда невооружённые люди, их подавляют, их расстреливают. Я в этой схватке всегда на стороне яйца. Есть ли прок в писателях, которые стоят на стороне стены?

В 2022 году после начала российского вторжения поддержал Украину. Писатель провёл спецвыпуск своей программы «Радио Мураками», призывая к миру. Спецвыпуск состоял из одиннадцати музыкальных композиций.

## Награды

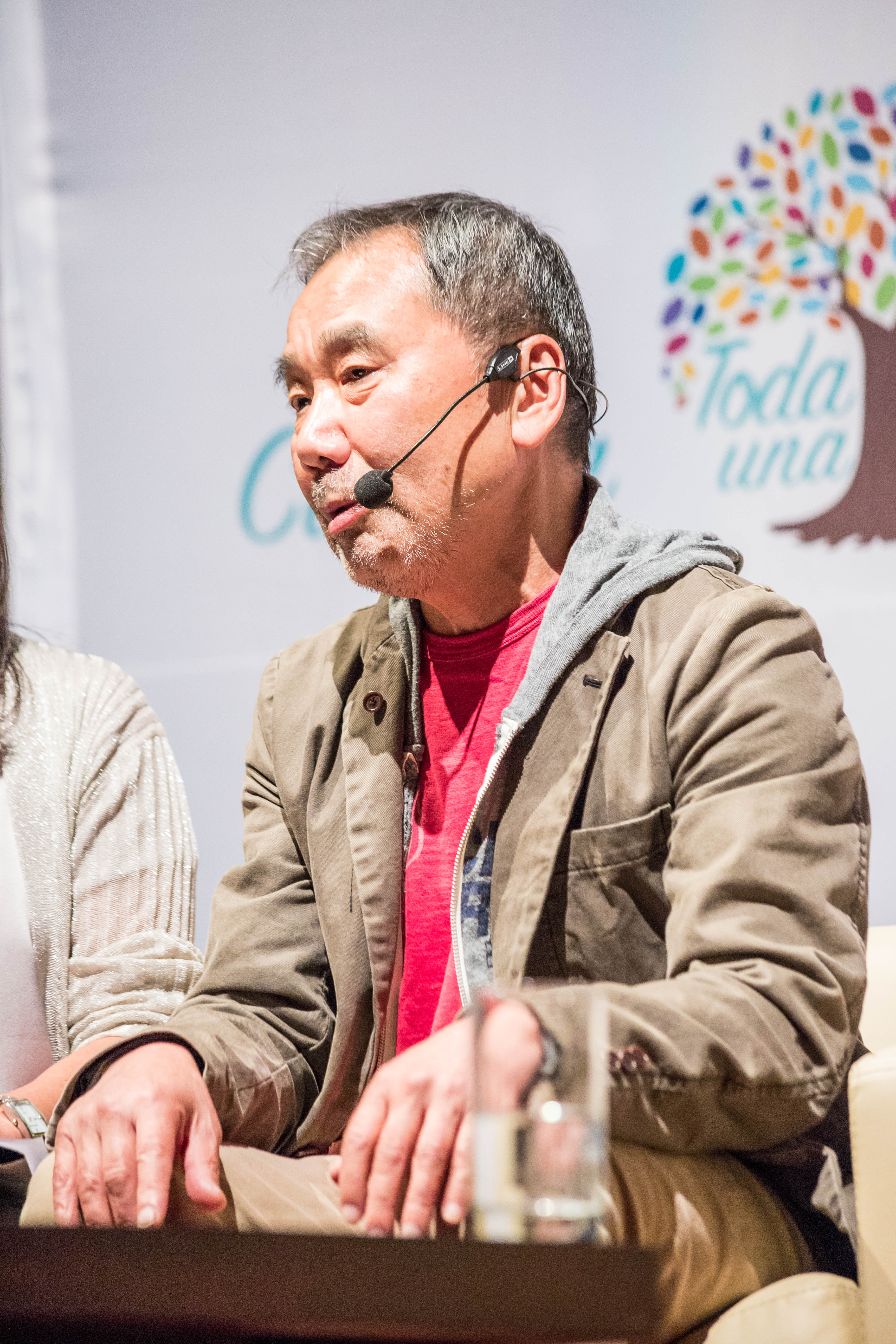
Харуки Мураками в 2018 году

Литературные награды за конкретные произведения
- 1979: Премия журнала «Гундзо» за лучший дебютный роман («Слушай песню ветра»)
- 1982: Премия Номы для начинающих писателей («Охота на овец»)
- 1985: Премия Дзюнъитиро Танидзаки («Страна Чудес без тормозов и Конец Света»)
- 1995: Премия «Ёмиури» за лучший роман («Хроники заводной птицы»)
- 1999: Премия Такэо Кувабары («Подземка»)
- 2006: Всемирная премия фэнтези за лучший роман («Кафка на пляже»)
- 2006: Frank O’Connor International Short Story Award («Слепая ива и спящая девушка»)
- 2007: Премия Кириямы («Слепая ива и спящая девушка»; Мураками отказался от награды «по соображениям личного характера»)
- 2009: Премия «Майнити» в области издательской культуры («1Q84»)
- 2012: Премия «Игнотус» за лучший зарубежный роман («1Q84»)
- 2012: Премия Хидэо Кобаяси (совместно с Сэйдзи Одзавой за «Беседы о музыке с Сэйдзи Одзавой»)

Награды за творчество в целом
- 2006: Премия Асахи
- 2006: Премия Франца Кафки
- 2009: Иерусалимская премия
- 2011: Международная премия Каталонии
- 2016: Литературная премия имени Ханса Христиана Андерсена
- 2018: America Award in Literature
- 2022: Премия Чино дель Дука
- 2023: Премия принцессы Астурийской в области литературы[24]

Почётные научные степени
- 2007: Doctor Honoris Causa (Льежский университет)[25]
- 2008: Honorary Doctor of Letters (Принстонский университет)[26]
- 2014: Honorary Doctor of Letters (Университет Тафтса)[27]
- 2016: Honorary Doctor of Letters (Йельский университет)[28]
- 2021: Doctor Honoris Causa (Университет Нова-Горицы)[29]
- 2024: Honorary Doctorate (Университет Васэда)[30]

### Романы
| №  | Год        | Название                                                                                           | Оригинальное название                                                                                 | Английское название                                                           | Примечания                    |
| -- | ---------- | -------------------------------------------------------------------------------------------------- | --- | ----------------------------------------------------------------------------- | ----------------------------- |
| 1  | 1979       | Слушай песню ветра Перевод Вадима Смоленского (ISBN 5-699-03953-8)                                 | 風の歌を聴け Кадзэ но ута о кикэ                                                                      | Hear the Wind Sing                                                            | Первая часть «Трилогии Крысы» |
| 2  | 1980       | Пинбол 1973 Перевод Вадима Смоленского (ISBN 5-699-03953-8)                                        | 1973年のピンボール 1973-нэн но пинбо:ру                                                               | Pinball, 1973                                                                 | Вторая часть «Трилогии Крысы» |
| 3  | 1982       | Охота на овец Перевод Дмитрия Коваленина (ISBN 5-94278-232-6)                                      | 羊をめぐる冒険 Хицудзи о мэгуру бо:кэн                                                                | A Wild Sheep Chase (ISBN 0-375-71894-X)                                       | Третья часть «Трилогии Крысы» |
| 4  | 1985       | Страна Чудес без тормозов и Конец Света Перевод Дмитрия Коваленина (ISBN 5-699-02784-X)            | 世界の終わりとハードボイルド・ワンダーランド Сэкай но овари то ха:добоирудо ванда:рандо               | Hard-Boiled Wonderland and the End of the World (ISBN 0-679-74346-4)          |                               |
| 5  | 1987       | Норвежский лес Перевод Андрея Замилова (ISBN 5-699-05985-7)                                        | ノルウェイの森 Норувэй но мори                                                                        | Norwegian Wood (ISBN 0-375-70402-7)                                           |                               |
| 6  | 1988       | Дэнс, дэнс, дэнс Перевод Дмитрия Коваленина (ISBN 5-94278-425-6)                                   | ダンス・ダンス・ダンス Дансу дансу дансу                                                              | Dance, Dance, Dance (ISBN 0-679-75379-6)                                      | Продолжение «Трилогии Крысы»  |
| 7  | 1992       | К югу от границы, на запад от солнца Перевод Ивана и Сергея Логачёвых (ISBN 5-699-03050-6)         | 国境の南、太陽の西 Коккё: но минами, тайё но ниси                                                     | South of the Border, West of the Sun (ISBN 0-679-76739-8)                     |                               |
| 8  | 1994, 1995 | Хроники заводной птицы Перевод Ивана и Сергея Логачёвых (ISBN 5-699-04775-1)                       | ねじまき鳥クロニクル Нэдзимаки-дори куроникуру                                                        | The Wind-Up Bird Chronicle (ISBN 0-679-77543-9)                               | Роман в 3 книгах              |
| 9  | 1999       | Мой любимый Sputnik Перевод Натальи Куниковой (ISBN 5-699-05386-7)                                 | スプートニクの恋人 Супу:тнику но койбито                                                              | Sputnik Sweetheart (ISBN 0-375-72605-5)                                       |                               |
| 10 | 2002       | Кафка на пляже Перевод Ивана и Сергея Логачёвых (ISBN 5-699-09159-9)                               | 海辺のカフカ Умибэ но кафука                                                                          | Kafka on the Shore (ISBN 1-4000-4366-2)                                       |                               |
| 11 | 2004       | Послемрак Перевод Дмитрия Коваленина (ISBN 5-699-12973-1)                                          | アフターダーク Афута:да:ку                                                                            | After Dark (ISBN 0-385-66346-3)                                               |                               |
| 12 | 2009, 2010 | 1Q84 Перевод Дмитрия Коваленина (ISBN 978-5-699-50930-0)                                           | 1Q84 Ити-кю:-хати-ён                                                                                  | 1Q84 (ISBN 978-0-307-59331-3)                                                 | Роман в 3 книгах              |
| 13 | 2013       | Бесцветный Цкуру Тадзаки и годы его странствий Перевод Дмитрия Коваленина (ISBN 978-5-699-78845-3) | 色彩を持たない多崎つくると、彼の巡礼の年 Сикисай о мотанай Тадзаки Цукуру то, карэ но дзюнрэй но тоси | Colorless Tsukuru Tazaki and His Years of Pilgrimage (ISBN 978-0-385-35210-9) |                               |
| 14 | 2017       | Убийство командора Перевод Андрея Замилова (ISBN 978-5-04-100931-1)                                | 騎士団長殺し Кисидантё: гороси                                                                        | Killing Commendatore (ISBN 978-0-525-52004-7)                                 | Роман в 2 книгах              |
| 15 | 2023       | Город и его ненадёжные стены                                                                       | 街とその不確かな壁 Мати то соно футасика на кабэ                                                      | The City and Its Uncertain Walls (ISBN 978-1-78730-447-5)                     |                               |

### Сборники рассказов
| №  | Год  | Название                                                                    | Оригинальное название                                      | Английское название                                     | Примечания |
| -- | ---- | --------------------------------------------------------------------------- | ---------------------------------------------------------- | ------------------------------------------------------- | --- |
| 1  | 1983 | Медленной шлюпкой в Китай Перевод Андрея Замилова (ISBN 5-699-18124-5)      | 中国行きのスロウ･ボート Тю:гоку-юки но суроу бо:то         | A Slow Boat to China                                    | Содержание - «Медленной шлюпкой в Китай» - «История бедной тётушки» - «Трагедия на шахте в Нью-Йорке» - «Кенгуриное коммюнике» - «Последняя лужайка на сегодня» - «Её пёсик в земле» - «Грин-стрит в Сиднее» |
| 2  | 1983 | Хороший день для кенгуру Перевод Сергея Логачёва (ISBN 5-699-16426-X)       | Кангару:-но биёри                                          | A Fine Day for Kangarooing                              | Содержание - «Хороший день для кенгуру» - «О встрече со стопроцентной девушкой погожим апрельским утром» - «Сквозь сон» - «Вампир в такси» - «Её городок, её овцы» - «Праздник тюленя» - «Зеркало» - «Девушка из Ипанемы» - «Любите ли вы Берта Бакарэка?» - «Май на морском берегу» - «Поблекшее королевство» - «Day tripper тридцати двух лет» - «Превратности тонгарияки» - «Бедность в форме чизкейка» - «В год спагетти» - «Птица-поганка» - «South Bay Strut» - «Фантастическая история, случившаяся в библиотеке» |
| 3  | 1984 | Сжечь сарай Перевод Андрея Замилова (ISBN 5-699-20454-7)                    | Хотару, Ная во яку, соно тано Тампэн                       | Firefly, Barn Burning and Other Short Stories           | Содержание - «Светлячок» - «Сжечь сарай» - «Танцующая фея» - «Слепая ива и спящая девушка» - «Три германские фантазии» |
| 4  | 1985 | Ничья на карусели Перевод Юлии Чинарёвой (ISBN 978-5-699-33331-8)           | Кайтэн мокуба но Дэддохи:то                                | Carrousel’s Dead-heat                                   | Содержание - «Предисловие. Ничья на карусели» - «Ледерхозен» - «Мужчина в такси» - «У бассейна» - «Почившей принцессе» - «Рвота 1979» - «Укрытие от дождя» - «Бейсбольное поле» - «Охотничий нож» |
| 5  | 1986 | Исчезновение слона                                                          | Пан-я сай-сю:гэки                                          | The Second Bakery Attack                                | Содержание - «Повторное нападение на булочную» - «Исчезновение слона» - «Дела семейные» - «Близнецы и затонувший материк» - «Крах Римской Империи, восстание индейцев 1881 года, вторжение Гитлера в Польшу и мир сильного ветра» - «Заводная птица и женщины в пятницу» |
| 6  | 1990 | TV-Люди Перевод Екатерины Рябовой (ISBN 978-5-699-36443-5)                  | TV пи:пуру-но гяку-сю:гэки                                 | TV People                                               | Содержание - «TV-Люди» - «Самолет, или как он разговаривал сам с собой стихами» - «Фольклор нашего времени. Ранний период эпохи развитого капитализма» - «Кано Крита» - «Зомби» - «Сон» |
| 7  | 1994 | Почти до слёз чужой язык                                                    | Ягатэ канасики гайкокуго                                   | Eventually I feel lost in a foreign language            | |
| 8  | 1995 | Игрунка в ночи Перевод Екатерины Рябовой (ISBN 978-5-699-52821-9)           | Ёру но кумодзару                                           | Spider-monkey at Night                                  | Содержание «Ультракороткие рассказы (вероятно, это странноватое название, но другого мне не приходит в голову) этого сборника на самом деле были написаны для серии журнальной рекламы. Первая часть — для марки одежды „J.Press“, вторая — для перьевых ручек „Паркер“. Хотя, как видите, содержание рассказов совершенно не связано ни с одеждой, ни с перьевыми ручками. Я просто написал их по собственному вкусу, Мидзумару Андзай сделал для них иллюстрации, а рядом с ними в журнале как-то виновато опубликовали рекламу товара. Серия рассказов для „J.Press“ печаталась в журнале Men’s Club, серия для ручек — в журнале „Тайё“. Не знаю, насколько эффективными они оказались с точки зрения рекламы, — и, честно говоря, даже думать об этом не хочу». — Х. Мураками. |
| 9  | 1996 | Призраки Лексингтона Перевод Андрея Замилова (ISBN 5-699-03359-9)           | Рэкисинтон-но ю:рэй                                        | Lexington Ghosts                                        | Содержание - «Призраки Лексингтона» - «Зелёный зверь» - «Молчание» - «Ледяной человек» - «Тони Такия» - «Седьмой» - «Слепая ива и спящая девушка» |
| 10 | 2000 | Все божьи дети могут танцевать Перевод Андрея Замилова (ISBN 5-699-07264-0) | 神の子どもたちはみな踊る Ками но кодомо-тати ва мина одору | After the Quake (ISBN 0-375-71327-1)                    | Содержание - «В Кусиро поселился НЛО» - «Пейзаж с утюгом» - «Все божьи дети могут танцевать» - «Таиланд» - «Дружище Квак спасает Токио» - «Медовый пирог» |
| 11 | 2005 | Токийские легенды Перевод Андрея Замилова (ISBN 978-5-699-40952-5)          | 東京奇譚集 То:кё: китансю: (ISBN 4-10-353418-4)            | Blind Willow, Sleeping Woman (ISBN 1-4000-4461-8)       | Содержание Помимо пяти коротких рассказов, написанных Мураками в 2005 году, в сборник Blind Willow, Sleeping Woman также входят рассказы, написанные автором в 1980—1982 гг. |
| 12 | 2014 | Мужчины без женщин Перевод Андрея Замилова (ISBN 978-5-699-92141-6)         | 女のいない男たち Онна но инай отокотати                    | Men Without Women (ISBN 978-1-101-97452-0)              | |
| 13 | 2020 | От первого лица Перевод Андрея Замилова (ISBN 978-5-04-157337-9)            | 一人称単数 Итининсё тансу:                                 | First Person Singular: Stories (ISBN 978-0-593-31807-2) | |

### Документальная проза
| Год        | Название                                                                   | Оригинальное название                  | Английское название              | Примечания |
| ---------- | -------------------------------------------------------------------------- | -------------------------------------- | -------------------------------- | ---------- |
| 1997, 1998 | Подземка Перевод Андрея Замилова и Феликса Тумаховича (ISBN 5-699-15770-0) | アンダーグラウンド Анда:гураундо       | Underground (ISBN 0-375-72580-6) |            |
| 1998       | Край обетованный Перевод Сергея Логачёва (ISBN 5-699-19931-4)              | 約束された場所で Якусокусарэта басё-дэ |                                  |            |

### Другие произведения
| Год        | Название                                                                                | Оригинальное название                                                                          | Английское название                                 | Примечания                                               |
| ---------- | --------------------------------------------------------------------------------------- | ---------------------------------------------------------------------------------------------- | --------------------------------------------------- | -------------------------------------------------------- |
| 1985       | Рождество Овцы Перевод Андрея Замилова. Иллюстрации Маки Сасаки (ISBN 5-699-05054-X)    | Хицудзи-отоко но Курисумасу                                                                    | The Sheep Man’s Christmas                           | Книга детских сказок                                     |
| 1997, 2001 | Джазовые портреты Перевод Ивана Логачёва (ISBN 5-699-10865-3)                           | ポ－トレイト・イン・ジャズ                                                                     | Portraits in Jazz 1 and 2                           | Сборник эссе о 55 исполнителях джаза. В 2 томах          |
| 2001       | Радио Мураками Перевод Афанасия Кунина. Иллюстрации Аюми Охаси (ISBN 978-5-699-34115-3) |                                                                                                | Murakami Radio                                      | Сборник колонок, написанных для женского журнала «Ан-ан» |
| 2007       | О чём я говорю, когда говорю о беге Перевод Афанасия Кунина (ISBN 978-5-699-44007-8)    | 走ることについて語るときに僕の語ること Хасиру кото ни цуитэ катару токи ни боку но катару кото | What I Talk About When I Talk About Running         | Очерки на тему бега                                      |
| 2011       | Беседы о музыке с Сэйдзи Одзавой Перевод Юлии Чинарёвой (ISBN 978-5-04-110765-9)        | 小澤征爾さんと、音楽について話をする                                                           | Absolutely on Music: Conversations with Seiji Ozawa | Беседы о музыке с дирижёром Сэйдзи Одзавой               |
| 2015       | Писатель как профессия Перевод Елены Байбиковой (ISBN 978-5-04-107833-1)                | 職業としての小説家                                                                             | Novelist as a Vocation                              | Эссе Мураками на тему писательской профессии             |

## Цензура и запреты
В 2024 году, в рамках анти-ЛГБТ-кампании в ходе вторжения в Украину и реализации закона о запрете «ЛГБТ-пропаганды», Роскомнадзор и Правительство России внесли «Норвежский лес» Мураками в список 252 запрещённых на территории страны книг как «пропагандирующую нетрадиционные отношения».

## Экранизации
- 1982: «Слушай песню ветра» — экранизация одноимённого романа. Режиссёр — Кадзуки Омори.
- 2004: «Тони Такитани» (англ. Tony Takitani) — фильм по рассказу «Тони Такия» из сборника «Призраки Лексингтона». Режиссёр — Дзюн Итикава.
- 2007: «Все божьи дети могут танцевать», режиссёр — Роберт Лоджвалл.
- 2010: «Норвежский лес» — экранизация одноимённого романа. Режиссёр — Чан Ань Хунг.
- 2012: «Дневник звуков» — короткометражный фильм по мотивам рассказа «Слепая ива и спящая девушка». Режиссёр — Глеб Лукьянец.
- 2015: «Стопроцентная девушка» — короткометражный фильм по мотивам рассказа «О встрече со стопроцентной девушкой погожим апрельским утром». Режиссёр — Йохан Ставсьё.
- 2018: «Пылающий» — фильм по рассказу «Сжечь сарай». Режиссёр — Ли Чхан Дон.
- 2018: «Бухта Ханалей» — фильм по мотивам одноимённого рассказа. Режиссёр — Даиси Мацунага[35].
- 2021: «Сядь за руль моей машины» — фильм по одноимённому рассказу из сборника «Мужчины без женщин». Режиссёр — Рюсукэ Хамагути[36]. Фильм получил ряд наград, в том числе премию «Оскар» как лучший иностранный фильм.
- 2022: «Слепая ива и спящая девушка» — анимационный фильм Пьера Фолдеса по мотивам сразу нескольких рассказов Мураками.